# Prozódia (nyelvészet)
A nyelvészetben a prozódia (vö. francia prosodie < latin prosodia < ógörög proszoidía „líra játékát kísérő ének; a hang magasságának variációja”) terminus a hangtan azon ágát nevezi meg, amely a nyelv ún. szupraszegmentális tényezőinek tanulmányozásával foglalkozik. Ez a terminus jelentése a francia nyelvészetben. A szakirodalomban szupraszegmentális tényezőkként megtalálhatók a hangerő, a hangmagasság, a tónus, a hangszínezet, a hang időtartama, a hangsúly, a szegmentumok közötti határjegy (junktúra) és szünet, a szónál nagyobb szegmentumok hanglejtése, ritmusa és tempója, de nem mindegyiket tartja mindegyik nyelvész szupraszegmentális tényezőnek, hanem egyiket vagy másikat ez vagy az a szerző nyelven kívüli elemnek tekinti.
Az angol nyelvű nyelvészetben több megfelelője van a „prozódia” terminusnak. A prosody terminus a szupraszegmentális tényezők összességét jelenti. Ez az értelmezés megtalálható a magyar nyelvű szakirodalomban is. Annak a tudományágnak, amely a szupraszegmentális tényezőkkel foglalkozik több más angol elnevezése van: prosodics „a prozódia tudománya”, suprasegmental phonetics „szupraszegmentális fonetika”, prosodic phonology „prozódiai fonológia”.
A „prozódia” szónak az ókorban két jelentése volt: „a szavak szabályos, a hangsúlyok és az időtartamok helyes alkalmazásával való kiejtése, ami a verselés alapját képezi; szöveg rendezése a magánhangzók és a mássalhangzók szempontjából”. A költészettan átvette ezt a szót azon szakszavaként, amely a verselés ritmikai szabályainak összességét nevezi meg.
A prozódia egyrészt a fonetikához tartozik, mivel a szupraszegmentális tényezőket lehet alaki szempontból vizsgálni (például az akusztikai tulajdonságaikat), másrészt pedig a fonológiához, mivel ezeknek a tényezőknek is lehet jelentésmegkülönböztető funkciója úgy lexikai, mint nyelvtani téren. Analógia útján a fonémákkal mint a fonológia tárgyával, egyes szerzők prozodémáknak nevezik a szupraszegmentális tényezőket ebből a szempontból.

## Kapcsolódó szócikk
- Szupraszegmentális tényezők